# Cumberland (British Columbia)
Cumberland ist ein Ort in British Columbia in Kanada. Er hat rund 3.700 Einwohner und liegt im Comox Valley auf Vancouver Island. Cumberland auf zeitweise einer der größten Chinatowns an der kanadischen Westküste.

## Geschichte
Ursprünglich hieß der Ort Union. Er war nach der Union Coal Company benannt, die 1871 begann die 1870 am Coal Creek entdeckte Kohle abzubauen. 1874 wurde eine Straßenbahn und eine Straße nach Comox Harbour, dem heutigen Royston gebaut. Danach waren die Kosten für den Abbau jedoch zu hoch für die Company, sodass er unterbrochen wurde. 1884 kaufte Robert Dunsmuir die Firma. Außerdem kaufte er vier Jahre später die Perserverance-Mine und 1881 die Baynes Sound Mine. 1897 produzierte die Mine 700 bis 1000 t Kohle pro Tag. Dort waren 600 Leute beschäftigt, die im 3000-Einwohner-Ort Union wohnten. 1891 erfolgte durch James Dunsmuir die Umbenennung in Cumberland, nach der englischen Grafschaft Cumberland. Das Erdbeben von Vancouver Island 1946 zerstörte die Schornsteine der örtlichen Häuser.

## Selbstverwaltung
Die Zuerkennung der kommunalen Selbstverwaltung für die Gemeinde erfolgte am 1. Januar 1958 (incorporated als Village). Sie gehört damit zu den ältesten 25 Gemeinden in British Columbia, die alle bereits vor 1900 offiziell gegründet wurden.

## Demographie
Die letzte offizielle Volkszählung, der Census 2016, ergab für die Ansiedlung eine Bevölkerungszahl von 3.753 Einwohnern, nachdem der Zensus 2011 für die Gemeinde nur eine Bevölkerungszahl von 3.398 Einwohnern ergab. Die Bevölkerung nahm damit im Vergleich zum letzten Zensus im Jahr 2011 um deutliche 10,4 % zu und entwickelte sich stärker als im Provinzdurchschnitt, dort mit einer Bevölkerungszunahme von 5,6 %. Im Zensuszeitraum 2006 bis 2011 hatte die Einwohnerzahl in der Gemeinde bereits um 23,0 % zugenommen, während sie im Provinzdurchschnitt nur um 7,0 % zunahm.
Zum Zensus 2016 lag das Durchschnittsalter der Einwohner bei 40,0 Jahren und damit unter dem Provinzdurchschnitt von 42,3 Jahren. Das Medianalter der Einwohner wurde mit 39,3 Jahren ermittelt. Das Medianalter aller Einwohner der Provinz lag 2016 bei 43,0 Jahren. Zum Zensus 2011 wurde für die Einwohner der Gemeinde noch ein Medianalter von 38,2 Jahren ermittelt, bzw. für die Einwohner der Provinz von 41,9 Jahren.

## Verkehr
Öffentlicher Personennahverkehr wird örtlich und regional durch das „Comox Valley Regional Transit System“ angeboten, welches von BC Transit in Kooperation betrieben wird. Das „Comox Valley Regional Transit System“ verbindet unter anderem Comox, Cumberland und Courtenay sowie das Little River Ferry Terminal und das Buckley Bay Ferry Terminal.